# Haza Szolgálatáért érdemérem

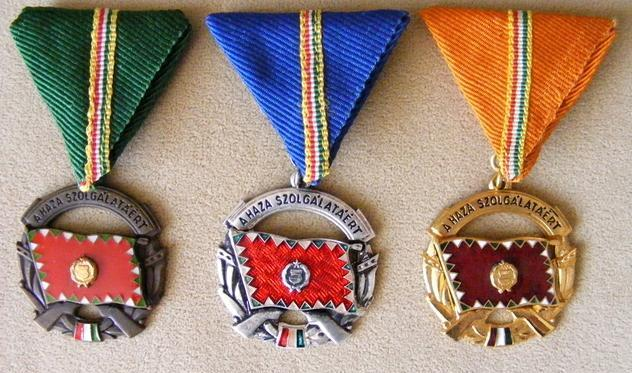
A Haza Szolgálatáért érdemérem bronz, ezüst és arany fokozatai

A Haza Szolgálatáért érdemérem a Magyar Népköztársaság egyik állami kitüntetése volt.
A kitüntetést 1964. október 12-én alapította a Magyar Népköztársaság belügyminisztere a fegyveres testületek részére.

## Leírása
Az érdemrendeket a belügyminiszter javaslatára a Minisztertanács előterjesztése útján az Elnöki Tanács adományozta. A Minisztertanács a Belügyminisztérium hivatásos, tényleges állományú és polgári alkalmazottai részére kimagasló teljesítményeik, valamint több éven keresztül teljesített szorgalmas munkájuk elismeréséül a Haza Szolgálatáért Érdemérem kitüntetést alapította arany, ezüst, bronz fokozatban. A fenti kitüntetések a közbiztonság terén szerzett érdemeikért polgári személyek részére is adományozhatók voltak.